# Teuvo Tulio
Teuvo Tulio (23 de agosto de 1912 – 8 de junio de 2000) fue un director, guionista, productor y actor cinematográfico finlandés. De raíces letonas, en Letonia fue conocido como Teodors Turlajs. 

## Biografía

### Inicios
Su nombre completo era Theodor Antonius Deroschinsky-Tugai, y nació en San Petersburgo, Imperio Ruso, siendo sus padres la bailarina de ballet Helena Garschin y su marido, Aleksander Tugai, los cuales se separaron siendo él joven. Su madre se casó después con un oficial polaco, Peter Derodzinskyn, y Theodor se crio con su abuelo materno, en una granja letona. Allí aprendió a cuidar ganado y, sobre todo, caballos, habilidad que le fue muy útil en sus inicios en el cine. En 1922, y con el apoyo de su tío, se instaló en Helsinki. Allí aprendió sueco y finlandés, idiomas que se sumaban a su conocimiento del alemán, el letón y el ruso. 
Siendo adolescente conoció a Valentin Vaala, siendo ambos amigos apasionados del cine y admiradores de Charles Chaplin, Tom Mix y William S. Hart.

### Carrera como actor

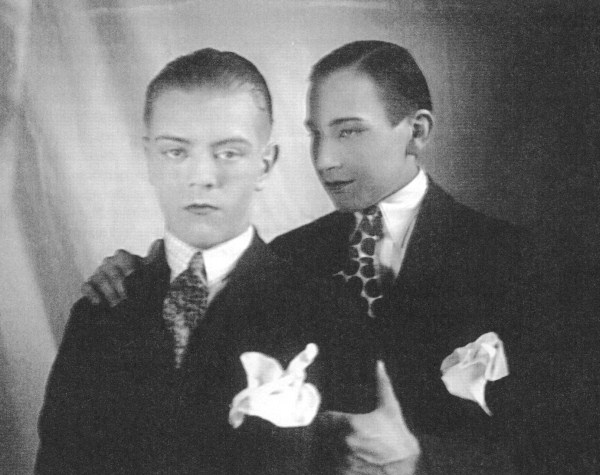
Valentin Vaala y Teuvo Tulio

En el verano de 1927 los dos amigos intenatron realizar una película, que dirigiría Vaala y protagonizaría Tugai. Sin embargo, el proyecto hubo de ser suspendido por motivos económicos.
Sin embargo, al verano siguiente recibieron el apoyo del productor cinematográfico Armas Willamo y su compañía, Fennica. Vaala fue el director y Tugai el protagonista, y escogieron como actriz a Regina Ekroth. Los dos cineastas redactaron el guion. La película se tituló Mustat silmät y se estrenó en 1929, recibiendo buenas críticas de la publicación Tulenkantajat. Sin embargo, Vaala no estaba satisfecho con el resultado, y arrojó una copia y los negativos al mar.
Ambos decidieron rodar otra película con temática gitana. Se tituló Mustalaishurmaaja, y se filmó en Kirkkonummi en el verano de 1929. Economizaron todo lo posible en vestuario e iluminación, y Tugai volvió a ser el protagonista, actuando en la cinta las intérpretes Meri Hackzell, Alli Riks y Hanna Taini. La película obtuvo mucho más éxito que la anterior, convirtiendo a Theodor Tuga en una estrella, siendo llamado por algunas revistas el ”Rodolfo Valentino finlandés”.
La siguiente producción, Laveata tietä, se rodó de modo más profesional. Fue también muda, como las anteriores, pero con efectos de música y dos canciones. Willamo repitió como productor. 
Vaala y Tugai abandonaron el ambiente gitano con su nueva cinta, Laveata tietä, en la cual Tugai encarnaba a un violinista con diferentes aventuras amorosas. Repitieron algunas de las actrices con las que habían ya habían trabajado, y la película se estrenó en abril de 1931. Tuvieron pérdidas económicas debido a los altos costos del rodaje.
Basada en un cuento de Mika Waltari, Vaala y Tugai rodaron Sininen varjo, estrenada en marzo de 1933. Entre sus actores figuraban Carl von Haartman, Aku Korhonen, Eino Jurkka y Uuno Laakso. Tugai interpretaba a dos hermanos, y las actrices fueron Birgit Nuotio y Regina Linnanheimo.
La colaboración de Vaala y Tugai finalizó con Sininen varjo, pues Vaala aceptó una oferta de trabajo de Suomi-Filmi.
Tugai actuó por última vez en 1935, en la película Fredløs. Le ofreció el papel el director danés George Schnéevoigt, que sabía que Tugai era plurilingüe. La película tuvo bastante éxito en Noruega. 

### Director
Finalizada su colaboración con Fennica y Vaala, Tugai decidió dedicarse a la dirección. Su primera película fue Taistelu Heikkilän talosta, estrenada en 1936. Fueron sus protagonistas Pentti Viljanen, Matti Lehtelä y Regina Linnanheimo, y los guionistas Yrjö Kivimies, Tulio y Linnanheimo.
Regina Linnanheimo se convirtió en su compañera laboral y sentimental. Se conocieron gracias a Rakel Linnanheimo. Nunca llegaron a comprometerse o a casarse, y ni siquiera vivieron juntos. Aunque su relación fue conocida, ellos nunca la confirmaron públicamente.
Con motivo de su primer trabajo como director, Tugai cambió su nombre por Teuvo Tulio, pues Theodor era un nombre de pronunciación difícil para los finlandeses.
Rodó su siguiente película, Nuorena nukkunut, en 1937, basada en una novela de Frans Emil Sillanpää. Regina Linnanheimo fue la protagonista, y además escribió el guion. Nuorena nukkunut levantó una ola de indignación en círculos conservadores a causa de una escena en la que dos jóvenes hacen el amor en un pajar. A pesar de ello, el film tuvo un buen resultado de taquilla.
Su siguiente producción fue Kiusaus, que fue escrita pensando en su primer actor, Unto Salminen. Además de Tulio, los guionistas fueron Kivimies y Linnanheimo. La película se estrenó en 1938. No fue un éxito de público, y fue su última colaboración con el productor Abel Adams, el cual falleció ese año.
Teuvo Tulio dirigió y produjo Laulun tulipunaisesta kukasta (1938), siendo el guion del propio director y de Yrjö Kivimies y Regina Linnanheimo. Fue interpretada por Rakel Linnanheimo y Kaarlo Oksanen, y fue vista por 730.000 espectadores, siendo la película finlandesa más taquillera de ese año.
Eino Jurkka sugirió a Tulio que adaptara a la pantalla la tira de dibujos Bringing Up Father. La película fue protagonizada por Jurkka, Verna Piponius, Nora Mäkinen, Turo Kartto, Kirsti Hurme, Tauno Majuri, Aku Peltonen y Leo Lähteenmäki. Estrenada en el año 1939, tuvo un buen resultado comercial, aunque Tulio decidió no volver a rodar comedias.
En los inicios de la Guerra de Invierno, Tulio sirvió en el frente, aunque no participó en batallas de relevancia. En abril de 1940 fue destinado a Helsinki como instructor de personal en reserva. Durante la Paz interina estrenó Unelma karjamajalla, película romántica en la que actuaban Kaarlo Oksanen y Sirkka Salonen, basándose el guion en una obra de Henning Ohlson.
La Guerra de Continuación produjo un parón de cuatro años a la actividad de Tulio. Sirvió en el Departamento de Información del ejército como fotógrafo, debiendo superar algunos incidentes de elevado riesgo. Fuera de ello, durante la contienda coincidió con Olavi Paavolainen, Unto Varjonen, Pekka Tiilikainen y Martti Haavio.
Finalizados los problemas de producción, Tulio empezó a rodar Sellaisena kuin sinä minut halusit, estrenada en 1944, cinta escrita por Nisse Hirn. La protagonista fue la actriz del Teatro Sueco Marie-Louise Fock. Fue el primer melodrama de Tulio.
En 1946 rodó Rakkauden risti, siendo de nuevo el guionista Nisse Hirn. Volvió a actuar Regina Linnanheimo, tras una pausa de varios años. La cinta sufrió censura en Suecia. Ese mismo año también estrenó Levoton veri, de nuevo con interpretación de Linnanheimo, película que tuvo algún problema por su erotismo.
En el rodaje de sus melodramas Tulio bajó los costos de producción dirigiendo, fotografiando y editando él mismo. Incluso trabajó en los decorados. Gracias a ello esas películas no dieron resultados económicos negativos.
En 1947 Tulio conoció al fundador de Paramount Pictures Adolph Zukor, que le invitó a viajar a Hollywood para dirigir un film. Tulio escribió el guion, pero el proyecto hubo de ser suspendido al fallecer el productor Carl P. York. Ese mismo año estrenó Intohimon vallassa, nueva versión de su película Taistelu Heikkilän talosta, rodada diez años antes.
Hornankoski, completada en 1949, presentaba diálogos sacados de su anterior Unelma karjamajalla. Rodó una versión sueca de la cinta, que se tituló Forsfararna.
Tras una pausa de tres años se estrenó  la película escrita y protagonizada por Regina Linnanheimo Rikollinen nainen (1952), de marcado mensaje feminista.
En 1953 dirigió una nueva versión de Levottomasta verestä, Mustasukkaisuus, producción que no tuvo un gran éxito. Ese mismo año empezó el rodaje de su última gran película, Olet mennyt minun vereeni, también protagonizada y escrita por Linnanheimo. Se estrenó en 1956, y su resultado de público y crítica fue inferior al de anteriores cintas. Esa fue la última película de Regina Linnanheimo como actriz.  
A mediados de los años 1950 la carrera de Tulio como director había prácticamente finalizado. Sus películas ya no encajaban en la mentalidad del público de la época ni con las tendencias artísticas del momento.
Su última película, completada en 1973, fue Sensuela. En el año 1983 Tulio recibió un Premio Jussi a su trayectoria.

### Últimos años

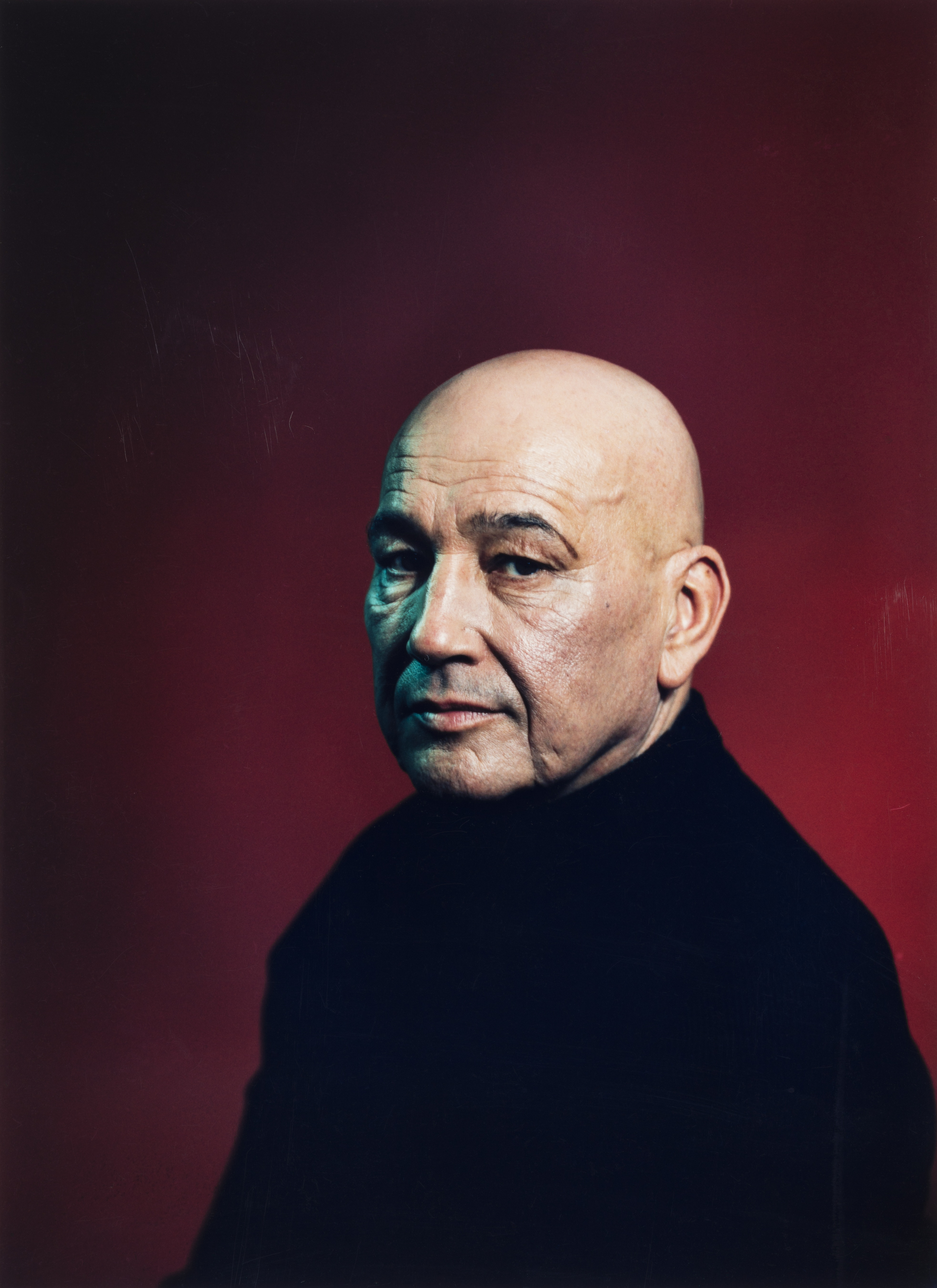
Teuvo Tulio en 1973

Finalizada su carrera, desapareció de la vida pública. Aunque su dirección no era conocida, se sabía que en los años 1970 y 1980 vivió un tiempo en Fuengirola y Torremolinos, en España, aunque conservaba un apartamento en Helsinki.
Teuvo Tulio pasó sus dos últimos años de vida en un hospital, con diferentes problemas de salud. Falleció en Helsinki en el año 2000.

## Filmografía

### Actor
- 1929 : Mustat silmät, de Valentin Vaala
- 1929 : Mustalaishurmaaja, de Valentin Vaala
- 1931 : Laveata tietä, de Valentin Vaala
- 1931 : Erämaan turvissa, de Friedrich von Maydell y Kalle Kaarna
- 1933 : Sininen varjo, de Valentin Vaala
- 1935 : Fredlös, de George Schnéevoigt

### Director
- 1936 : Taistelu Heikkilän talosta
- 1937 : Nuorena nukkunut
- 1938 : Kiusaus
- 1938 : Laulu tulipunaisesta kukasta (también productor)
- 1939 : Vihtori ja Klaara
- 1940 : Unelma karjamajalla
- 1944 : Sellaisena kuin sinä minut halusit
- 1946 : Rakkauden risti (también productor)
- 1946 : Levoton veri (también productor)
- 1947 : Intohimon vallassa (también productor)
- 1949 : Hornankoski
- 1952 : Rikollinen nainen (también productor )
- 1953 : Mustasukkaisuus (también productor)
- 1956 : Olet mennyt minun vereeni (también productor)
- 1962 : Se alkoi omenasta
- 1973 : Sensuela (también productor)

### Solo productor
- 1952 : Radio tulee hulluksi